# تشارلز براون (عسكري)
تشارلز براون (بالإنجليزية: Charles Brown)‏ هو عسكري أمريكي، ولد في 11 ديسمبر 1841 في مقاطعة شيلكيل في الولايات المتحدة، وتوفي في 20 فبراير 1919 في شويلكيل هافن في الولايات المتحدة.